# Blanzaguet-Saint-Cybard
Blanzaguet-Saint-Cybard là một xã của tỉnh Charente, thuộc vùng Nouvelle-Aquitaine, tây nam nước Pháp.